# Río Carioca
El Río Carioca es un río ubicado en el municipio de Río de Janeiro, Brasil. Nace en los Bosques de Tijuca y recorre los barrios de Cosme Velho, Laranjeiras, Catete y Flamengo y desemboca en la bahía de Guanabara a la altura de la playa de Flamengo. La mayor parte de su recorrido, actualmente, es subterráneo y sólo en tres trechos sus aguas corren a cielo abierto. El primero, en su nacimientos, en los bosques de Tijuca; el segundo, junto al Largo do Boticário, en Cosme Velho y el tercero, en su desembocadura en la playa de Flamengo junto a la estación de tratamiento de aguas.

## Historia
El río Carioca está íntimamente vinculado al desarrollo urbano de la ciudad, habiendo sido utilizado como fuente de agua dulce desde su traslado a la zona que actualmente ocupa el centro. Las aguas del río fueron canalizadas y desviadas ya en los siglos XVII y XVIII, durante la construcción del Acueducto Carioca. Terminado en 1750, el acueducto alimentaría varias fuentes de la ciudad colonial. Una de esas fuentes se ubicaba en el Largo da Carioca dándole, precisamente, su nombre. El río fue, durante todo la época colonial, la principal fuente de agua dulce para la población. A la altura del actual Largo do Machado, formaba la laguna Suruí (término proveniente del tupi siri 'y , que significa "río de los siris") también llamada "Carioca" o "Sacopiranha".
De la laguna, una parte de las aguas seguía hasta la desembocadura del río en la playa de Flamengo y la otra se desviaba a la izquierda, formando el río Catete que desembocaba en la Playa Russell, que actualmente es la rúa Russell en el barrio de Glória. Posteriormente, tanto la laguna Carioca como el río Catete fueron entubados. Desde 1905, luego de las reformas urbanas impulsadas por el alcalde Pereira Passos, el río sigue su curso subterráneamente en la mayor parte de su recorrido para prevenir inundaciones. En el 2003, comenzó a entrar en operación una estación de tratamiento de aguas en la boca del río. El tratamiento es necesario debido a los desagües clandestinos que afectan el río a lo largo de su curso a través de la red pluvial.